# Южная Кельтма
Ю́жная Ке́льтма — река в Чердынском районе Пермского края России, левый приток Камы.
Начинается на севере края около границы с Республикой Коми. Впадает в Каму в 1060 км от её устья. Устье реки разделено на несколько рукавов. Длина — 172 км, площадь бассейна — 5270 км².
Питание смешанное, с преобладанием снегового. Замерзает в среднем в начале ноября, вскрывается в конце апреля. В верхнем течении Южная Кельтма — узкая и извилистая река, в нижнем (ниже впадения Тимшера) — широкая и спокойная, с песчаными мелями. Берега реки холмистые и покрыты лесом.
В 1785—1822 годах был построен Северо-Екатерининский канал длиной 20 км, связавший Южную Кельтму (через Джурич) с Северной Кельтмой (бассейн Вычегды). Канал действовал в течение 16 лет и был упразднён в 1836 году.
Южная Кельтма использовалась для сплава. Так, в 1901 году было сплавлено 50 плотов общим весом 400 000 пудов (около 6,4 тысяч тонн).
Через палеодолину в Кельтменской депрессии, в пределах которой протекают реки Южная Кельтма и Северная Кельтма, во время оледенения происходил переток вод (Кельтминский спиллвей) из Вычегды в Каму (из-за того, что Вычегда была запружена ледником). Последний переток воды с севера на юг происходил здесь около 100 тыс. лет назад.

## Данные водного реестра
По данным государственного водного реестра России относится к Камскому бассейновому округу, водохозяйственный участок реки — Кама от истока до водомерного поста у села Бондюг, речной подбассейн реки — бассейны притоков Камы до впадения Белой. Речной бассейн реки — Кама.
Код объекта в государственном водном реестре — 10010100112111100003161.

### Притоки (км от устья)
| - 15 — река Тимшор (пр) - 49 — река Нижний Мал (лв) - 54 — река Верхний Мал (лв) | - 82 — река Кунтег (пр) - 93 — река Лопья (лв) - 111 — река Еньва (пр) | - 131 — река Джурич (лв) - 150 — река Вурдаёль (пр) - 163 — река Микита-Ёль (пр) |